# Judô nos Jogos Paralímpicos de Verão de 2012 - Até 63 kg feminino
A competição de judô na categoria até 63 kg feminino foi disputada no dia 31 de agosto no Complexo ExCel, em Londres.

## Medalhistas
| Ouro   | CUB Dalidaivis Rodriguez Clark                   |
| Prata  | CHN Zhou Tong                                    |
| Bronze | BRA Daniele Bernardes Milan ESP Marta Arce Payno |

## Formato de competição
Participam da competição 8 atletas. O torneio é eliminatório simples e as lutadoras que são derrotadas na primeira fase disputam a repescagem para a disputa do bronze, contra as lutadoras que perderem nas semifinais.

## Resultados
|  | Quartas de final               | Quartas de final               | Quartas de final |  |  | Semifinais                     | Semifinais                     | Semifinais    |     |                                | Final                          | Final | Final |
|  |                                |                                |                  |  |  |                                |                                |               |     |                                |                                |       |       |
|  | SWE Nicolina Pernheim          | SWE Nicolina Pernheim          | 000              |  |  |                                |                                |               |     |                                |                                |       |       |
|  | ESP Marta Arce Payno           | ESP Marta Arce Payno           | 021              |  |  | ESP Marta Arce Payno           | ESP Marta Arce Payno           | 010           |     |                                |                                |       |       |
|  | VEN Naomi Soazo                | VEN Naomi Soazo                | 0101             |  |  | CUB Dalidaivis Rodriguez Clark | CUB Dalidaivis Rodriguez Clark | 100           |     |                                |                                |       |       |
|  | CUB Dalidaivis Rodriguez Clark | CUB Dalidaivis Rodriguez Clark | 1101             |  |  |                                |                                |               |     | CUB Dalidaivis Rodriguez Clark | CUB Dalidaivis Rodriguez Clark | 100   |       |
|  | FIN Paivi Tolppanen            | FIN Paivi Tolppanen            | 000              |  |  |                                | CHN Zhou Tong                  | CHN Zhou Tong | 000 |                                |                                |       |       |
|  | BRA Daniele Bernardes Milan    | BRA Daniele Bernardes Milan    | 100              |  |  | BRA Daniele Bernardes Milan    | BRA Daniele Bernardes Milan    | 0001          |     |                                |                                |       |       |
|  | CHN Zhou Tong                  | CHN Zhou Tong                  | 020              |  |  | CHN Zhou Tong                  | CHN Zhou Tong                  | 0021          |     |                                |                                |       |       |
|  | TUR Serife Koseoglu            | TUR Serife Koseoglu            | 000              |  |  |                                |                                |               |     |                                |                                |       |       |
|  |                                |                                |                  |  |  |                                |                                |               |     |                                |                                |       |       |
|  |                                |                                |                  |  |  |                                |                                |               |     |                                |                                |       |       |

### Repescagem
|  | Repescagem            | Repescagem            | Repescagem |  |  | Medalha de Bronze           | Medalha de Bronze           | Medalha de Bronze |
|  |                       |                       |            |  |  |                             |                             |                   |
|  | SWE Nicolina Pernheim | SWE Nicolina Pernheim | 000        |  |  |                             |                             |                   |
|  | VEN Naomi Soazo       | VEN Naomi Soazo       | 110        |  |  | VEN Naomi Soazo             | VEN Naomi Soazo             | 001               |
|  |                       |                       |            |  |  | BRA Daniele Bernardes Milan | BRA Daniele Bernardes Milan | 100               |
|  |                       |                       |            |  |  |                             |                             |                   |
|  |                       |                       |            |  |  |                             |                             |                   |
|  |                       |                       |            |  |  |                             |                             |                   |
|  |                       |                       |            |  |  |                             |                             |                   |

|  | Repescagem          | Repescagem          | Repescagem |  |  | Medalha de Bronze    | Medalha de Bronze    | Medalha de Bronze |
|  |                     |                     |            |  |  |                      |                      |                   |
|  | FIN Paivi Tolppanen | FIN Paivi Tolppanen | 100        |  |  |                      |                      |                   |
|  | TUR Serife Koseoglu | TUR Serife Koseoglu | 000        |  |  | FIN Paivi Tolppanen  | FIN Paivi Tolppanen  | 010               |
|  |                     |                     |            |  |  | ESP Marta Arce Payno | ESP Marta Arce Payno | 100               |
|  |                     |                     |            |  |  |                      |                      |                   |
|  |                     |                     |            |  |  |                      |                      |                   |
|  |                     |                     |            |  |  |                      |                      |                   |
|  |                     |                     |            |  |  |                      |                      |                   |